# Nationale 1961-1962
La Nationale 1961-1962 è stata la 40ª edizione del massimo campionato francese di pallacanestro maschile. La vittoria finale è stata ad appannaggio del Bagnolet.

## Risultati

### Fase a gironi

#### Gruppo A
|     | Squadra           | G  | V  | N | P  | PF   | PS   | P.ti | Qualificazione           |
| --- | ----------------- | -- | -- | - | -- | ---- | ---- | ---- | ------------------------ |
| 1.  | P.U.C.            | 18 | 14 | 0 | 4  | 1172 | 949  | 46   | playoff                  |
| 2.  | RCM Tolosa        | 18 | 13 | 0 | 5  | 1191 | 1019 | 44   | playoff                  |
| 3.  | ABC Nantes        | 18 | 12 | 0 | 6  | 1090 | 1050 | 42   |                          |
| 4.  | AS Saint-Étienne  | 18 | 12 | 0 | 6  | 1083 | 1005 | 42   |                          |
| 5.  | SA Lione          | 18 | 8  | 1 | 9  | 1087 | 1074 | 35   |                          |
| 6.  | Roanne            | 18 | 7  | 1 | 10 | 1054 | 1049 | 33   |                          |
| 7.  | Bordeaux          | 18 | 7  | 1 | 10 | 1047 | 1159 | 33   |                          |
| 8.  | ASPO Tours        | 18 | 6  | 1 | 11 | 1057 | 1164 | 31   |                          |
| 9.  | Stade Marseillais | 18 | 6  | 0 | 12 | 1017 | 1176 | 30   | retrocesse in Excellence |
| 10. | SCA Charenton     | 18 | 3  | 0 | 15 | 1096 | 1249 | 24   | retrocesse in Excellence |

#### Gruppo B
|     | Squadra              | G  | V  | N | P  | PF   | PS   | P.ti | Qualificazione           |
| --- | -------------------- | -- | -- | - | -- | ---- | ---- | ---- | ------------------------ |
| 1.  | Bagnolet             | 18 | 14 | 1 | 3  | 1306 | 1014 | 47   | playoff                  |
| 2.  | ASVEL                | 18 | 13 | 1 | 4  | 1182 | 996  | 45   | playoff                  |
| 3.  | Caen                 | 18 | 12 | 0 | 6  | 1118 | 977  | 42   |                          |
| 4.  | R.C. de France       | 18 | 11 | 0 | 7  | 1104 | 1078 | 40   |                          |
| 5.  | Denain               | 18 | 11 | 0 | 7  | 1105 | 1050 | 40   |                          |
| 6.  | Strasburgo           | 18 | 9  | 1 | 8  | 1054 | 1143 | 37   |                          |
| 7.  | Charleville-Mézières | 18 | 9  | 1 | 8  | 934  | 927  | 37   |                          |
| 8.  | Auboué               | 18 | 5  | 0 | 13 | 999  | 1036 | 28   |                          |
| 9.  | Valenciennes         | 18 | 3  | 0 | 15 | 916  | 1113 | 24   | retrocesse in Excellence |
| 10. | Championnet          | 18 | 1  | 0 | 17 | 1027 | 1411 | 20   | retrocesse in Excellence |

### Fase finale
|  | Semifinali | Semifinali | Semifinali | Semifinali | Semifinali |  |  | Finale   | Finale   | Finale |  |
|  |            |            |            |            |            |  |  |          |          |        |  |
|  | Bagnolet   | Bagnolet   | 62         | 74         | 136        |  |  |          |          |        |  |
|  | RCM Tolosa | RCM Tolosa | 75         | 47         | 122        |  |  | Bagnolet | Bagnolet | 66     |  |
|  | P.U.C.     | P.U.C.     | 54         | 56         | 110        |  |  | ASVEL    | ASVEL    | 57     |  |
|  | ASVEL      | ASVEL      | 67         | 42         | 109        |  |  |          |          |        |  |

| Nationale 1961-1962 |
| ------------------- |
| Bagnolet 2º titolo  |

## Formazione vincitrice
| N° | Naz.               | Ruolo | Sportivo           |  | Alt. |  |
| -- | ------------------ | ----- | ------------------ |  | ---- |  |
|    | Francia (bandiera) | C     | Jean-Marie Jouaret |  | 193  |  |
|    | Francia (bandiera) | AP    | Maxime Dorigo      |  | 192  |  |
|    | Francia (bandiera) | P     | Laurent Dorigo     |  | 186  |  |
|    | Francia (bandiera) | C     | Bernard Mayeur     |  | 193  |  |